# Spengler Cup 2013
Der Spengler Cup 2013 (französisch Coupe Spengler 2013) war die 87. Auflage des gleichnamigen Wettbewerbs und fand vom 26. bis 31. Dezember 2013 im Schweizer Luftkurort Davos statt. Als Spielstätte fungierte die dortige Vaillant Arena. Insgesamt besuchten 68'668 Zuschauer die elf Turnierspiele, was einem Schnitt von 6'242 pro Partie entspricht.
Es siegte der Genève-Servette HC, der durch einen 5:3-Sieg im Finalspiel über den HK ZSKA Moskau das Turnier gewann. Bereits in der Qualifikation hatten die Eidgenossen die Partie knapp mit 4:3 in der Overtime für sich entschieden. Mit dem Genève-Servette HC siegte erstmals seit dem Jahr 1945 wieder eine Schweizer Mannschaft ausser dem Gastgeber HC Davos. Damals hatte der Zürcher SC den Titel gewonnen. Mit den Rochester Americans aus der American Hockey League nahm das erste Mal seit 1996 wieder ein nordamerikanisches Franchise am Turnier teil. Vor 17 Jahren waren die Amerks ebenfalls in die Schweiz angereist.
Der Kanadier Matthew Lombardi in Diensten des Turniersiegers aus Genf war mit acht Scorerpunkten, darunter vier Tore, erfolgreichster Akteur des Turniers.

## Modus
Die sechs teilnehmenden Teams spielten zunächst in zwei Vorrundengruppen – benannt nach den Davoser Eishockeylegenden Richard Torriani sowie den Cattini-Brüdern Ferdinand und Hans – à drei Teams in einer Einfachrunde im Modus «jeder gegen jeden», so dass jede Mannschaft zunächst zwei Spiele bestritt, die Platzierungen nach Punkten aus. Die beiden Gruppensieger qualifizierten sich direkt für den Halbfinal, während die Zweit- und Drittplatzierten in einem K.-o.-Duell über Kreuz die beiden weiteren Halbfinalteilnehmer ausspielten. Die beiden Halbfinalsieger ermittelten am Schlusstag schliesslich den Turniersieger.

## Turnierverlauf

### Vorrunde
Gruppe Torriani
| 26. Dezember 2013 15:00 Uhr | Genève-Servette HC K. Daugaviņš (11:41) M. Lombardi (38:49) M. Lombardi (45:11) J. Šimek (46:46) C. Almond (56:22) | 5:0 (1:0, 1:0, 3:0) Spielbericht | Rochester Americans | Vaillant Arena, Davos Zuschauer: 5'865 |

| 27. Dezember 2013 15:00 Uhr | HK ZSKA Moskau I. Grigorenko (15:02) A. Radulow (23:32) N. Prochorkin (48:46) I. Grigorenko (54:52) | 4:3 (1:1, 1:1, 2:1) Spielbericht | Rochester Americans P. Varone (19:54) L. Adam (20:28) L. Adam (59:59) | Vaillant Arena, Davos Zuschauer: 6'303 |

| 28. Dezember 2013 15:00 Uhr | Genève-Servette HC D. Hollenstein (8:06) K. Daugaviņš (34:03) A. Picard (56:37) K. Daugaviņš (61:53) | 4:3 n. V. (1:1, 1:2, 1:0, 1:0) Spielbericht | HK ZSKA Moskau A. Frolow (2:15) A. Radulow (27:38) S. Fjodorow (30:57) | Vaillant Arena, Davos Zuschauer: 6'303 |

| Pl. |                     | Sp | S | OTS | OTN | N | Tore | Punkte |
| --- | ------------------- | -- | - | --- | --- | - | ---- | ------ |
| 1.  | Genève-Servette HC  | 2  | 1 | 1   | 0   | 0 | 9:3  | 5      |
| 2.  | HK ZSKA Moskau      | 2  | 1 | 0   | 1   | 0 | 7:7  | 4      |
| 3.  | Rochester Americans | 2  | 0 | 0   | 0   | 2 | 3:9  | 0      |

Gruppe Cattini
| 26. Dezember 2013 20:15 Uhr | Team Canada A. Bolduc (2:33) G. Metropolit (9:46) M. DuPont (33:38) B. Ritchie (48:02) D. Walser (53:49) | 5:4 (2:2, 1:2, 2:0) Spielbericht | HC Vítkovice Steel L. Kucsera (4:20) R. Stehlík (17:05) R. Huna (31:26) P. Húževka (33:49) | Vaillant Arena, Davos Zuschauer: 6'076 |

| 27. Dezember 2013 20:15 Uhr | HC Davos B. Forster (2:51) D. Wieser (3:12) R. Back (22:43) G. Hofmann (26:04) V. Koistinen (43:36) | 5:1 (2:0, 2:0, 1:1) Spielbericht | HC Vítkovice Steel R. Szturc (44:14) | Vaillant Arena, Davos Zuschauer: 6'303 |

| 28. Dezember 2013 20:15 Uhr | Team Canada D. Haydar (44:45) M. Noreau (58:03) | 2:3 (0:0, 0:2, 2:1) Spielbericht | HC Davos M. Paulsson (27:19) P. Guggisberg (31:43) A. Ambühl (57:01) | Vaillant Arena, Davos Zuschauer: 6'303 |

| Pl. |                    | Sp | S | OTS | OTN | N | Tore | Punkte |
| --- | ------------------ | -- | - | --- | --- | - | ---- | ------ |
| 1.  | HC Davos           | 2  | 2 | 0   | 0   | 0 | 8:03 | 6      |
| 2.  | Team Canada        | 2  | 1 | 0   | 0   | 1 | 7:07 | 3      |
| 3.  | HC Vítkovice Steel | 2  | 0 | 0   | 0   | 2 | 5:10 | 0      |

### Finalrunde
|  | Halbfinalqualifikation | Halbfinalqualifikation | Halbfinalqualifikation |  |  | Halbfinal | Halbfinal          | Halbfinal |  |    | Final          | Final              | Final |
|  |                        |                        |                        |  |  |           |                    |           |  |    |                |                    |       |
|  |                        |                        |                        |  |  | C1        | HC Davos           | 4         |  |    |                |                    |       |
|  | T2                     | HK ZSKA Moskau         | 3                      |  |  | T2        | HK ZSKA Moskau     | 5         |  |    |                |                    |       |
|  | C3                     | HC Vítkovice Steel     | 2                      |  |  |           |                    |           |  | T2 | HK ZSKA Moskau | 3                  |       |
|  |                        |                        |                        |  |  |           |                    |           |  |    | T1             | Genève-Servette HC | 5     |
|  |                        |                        |                        |  |  | T1        | Genève-Servette HC | 6         |  |    |                |                    |       |
|  | C2                     | Team Canada            | 6                      |  |  | C2        | Team Canada        | 5         |  |    |                |                    |       |
|  | T3                     | Rochester Americans    | 3                      |  |  |           |                    |           |  |    |                |                    |       |

Halbfinalqualifikation
| 29. Dezember 2013 15:00 Uhr | HK ZSKA Moskau R. Sainullin (29:45) W. Scharkow (39:51) J. Rylow (60:46) | 3:2 n. V. (0:0, 2:2, 0:0, 1:0) Spielbericht | HC Vítkovice Steel R. Stehlík (24:36) V. Svačina (25:06) | Vaillant Arena, Davos Zuschauer: 6'303 |

| 29. Dezember 2013 20:15 Uhr | Team Canada B. Ritchie (7:31) J. Micflikier (15:05) J. Micflikier (18:41) D. Walser (26:06) B. Ritchie (50:05) A. Giroux (59:17) | 6:3 (3:0, 1:3, 2:0) Spielbericht | Rochester Americans A. Hutchings (21:55) D. Catenacci (26:56) J. Armia (33:11) | Vaillant Arena, Davos Zuschauer: 6'303 |

Halbfinal
| 30. Dezember 2013 15:00 Uhr | HC Davos E. Corvi (3:28) N. Danielsson (15:42) V. Koistinen (34:11) P. Sejna (57:25) | 4:5 n. P. (2:1, 1:3, 1:0, 0:0, 0:1) Spielbericht | HK ZSKA Moskau I. Filppula (7:12) A. Radulow (20:19) A. Radulow (29:44) W. Scharkow (38:09) A. Frolow (65:00) | Vaillant Arena, Davos Zuschauer: 6'303 |

| 30. Dezember 2013 20:15 Uhr | Genève-Servette HC M. Lombardi (2:46) D. Hollenstein (15:22) I. Pestoni (23:07) A. Jacquemet (28:13) M. Lombardi (43:05) D. Vukovic (50:07) | 6:5 (2:0, 2:2, 2:3) Spielbericht | Team Canada A. Giroux (24:29) T. Roche (37:15) J. Micflikier (49:22) D. Haydar (56:40) J. Williams (58:18) | Vaillant Arena, Davos Zuschauer: 6'303 |

Final
| 31. Dezember 2013 12:00 Uhr | HK ZSKA Moskau O. Saprykin (39:00) A. Frolow (41:15) N. Saizew (56:31) | 3:5 (0:2, 1:2, 2:1) Spielbericht | Genève-Servette HC J. Šimek (7:00) D. Hollenstein (10:24) L. Petrell (23:48) K. Romy (36:21) K. Daugaviņš (59:00) | Vaillant Arena, Davos Zuschauer: 6'303 |

## All-Star-Team
| Angriff:      | Alexander Radulow – Matthew Lombardi – Kaspars Daugaviņš |
| Verteidigung: | Markus Nordlund – Ville Koistinen                        |
| Tor:          | Tobias Stephan                                           |